# Meebo
meebo war eine auf Pidgin basierende clientseitige Instant-Messaging-Anwendung auf Basis von Ajax und führte Konten von AOL Instant Messenger, ICQ, Yahoo Messenger, Windows Live Messenger, XMPP, Myspace und Google Talk auf einer Seite im Messengerstil zusammen.

## Geschichte
meebo wurde von drei jungen Unternehmern gegründet, am 4. September 2005 zur privaten Nutzung gestartet und am 14. September 2005 für die Öffentlichkeit zugänglich gemacht. Am 16. Dezember 2005 wurde bestätigt, dass meebo finanzielle Mittel von Sequoia Capital erhielt.
Am 4. Juni 2012 wurde meebo von Google Inc. übernommen. Als Vorbereitung auf den offiziellen Verkauf wurden direkt vorher 90 % der Angestellten des New Yorker Büros entlassen (Anzahl der Mitarbeiter etwa 200 Angestellte Mitte 2011). Durch die Übernahme wurden zum 11. Juli 2012 alle Dienste bis auf die Meebo Bar, ein Browser-Addon, eingestellt. Ende April 2013 wurde von Google und auf der Meebo-Website bekanntgegeben, dass am 6. Juni 2013 mit der Meebo Bar auch das letzte noch verbliebene Meebo-Produkt eingestellt werden wird. Etwa 20 von ehemals 200 Meebo-Mitarbeitern wechselten zu Google, um an der Entwicklung von Google+-Diensten mitzuarbeiten.

## Merkmale
Durch Weitergabe der Zugangsdaten konnte über die meebo-Seite der Datenverkehr mehrerer Dienste abgewickelt werden. meebo unterstützte die Fähigkeit, sich unsichtbar an einem Server anzumelden und mit mehreren Diensten in Kontakt zu treten.
meebo hatte am 16. Februar 2006 eine Erweiterung integriert, die es ermöglichte, meebo-Benutzerkonten anzulegen. Das ermöglichte dem Benutzer, mit nur einer Anmeldung gleich mehrere Instant-Messaging-Dienste benutzen zu können. Seit 4. Mai 2006 hatte auch meebo die Fähigkeit, Nachrichtenverläufe für meebo-Konten abzurufen. Damit hatte meebo diese Funktion kurz nach Google integriert.
Am 19. März 2006 wurde meebo um Sende- und Empfangssignaltöne erweitert, sowie die Fähigkeit, Nachrichten an Benutzer zu versenden, die nicht in der Kontaktliste erscheinen. meebo machte es möglich, auch ohne Download und Installation von Messenger-Programmen diese Dienste zu benutzen, wodurch einfacher auf Kontaktlisten und Nachrichtenverläufe zugegriffen werden konnte.
Einige Firmen- und Schulfirewalls verhinderten den Zugriff auf meebo für Mitarbeiter und Schüler. Daher hatte meebo am 19. Mai 2006 den meebo repeater veröffentlicht, ein Programm, welches Benutzern erlaubte, ihren eigenen Proxy auf einem Windows-PC aufzusetzen, um meebo trotzdem nutzen zu können.
Seit dem 10. September 2007 gab es eine weitere Funktion: es wurde die Möglichkeit des Dateitransfers angeboten. Seither war es für angemeldete meebo-Nutzer möglich, Dateien an andere zu versenden. Dabei wurde die Datei auf den meebo-Server geladen. Der Empfänger benötigte jedoch keinen meebo-Account, er erhielt lediglich eine Internetadresse, wo er die Datei herunterladen konnte.
Seit dem 18. Oktober 2007 war zudem eine Firefox-Erweiterung erhältlich, die eine Sidebar integrierte, welche die Kontakte und deren Status darstellte.
Anfang des Jahres 2009 veröffentlichte meebo eine Beta-Version des meebo notifier, einem Programm, welches sich auf Wunsch automatisch beim Start des Betriebssystems mit einer meebo-ID anmeldete. Sobald eine Nachricht eintraf, zeigte das Programm mit einem Pop-up aus der Taskleiste eine Vorschau der Nachricht und öffnete die meebo-Seite mit einem Klick auf das Taskleisten-Symbol.
meebo bot für registrierte Benutzer die Möglichkeit, sich über Jabber anzumelden. Anmeldename war benutzer@meebo.org. In der Kontaktliste waren jedoch nur die zum meebo-Konto gehörigen Kontakte verfügbar, Transports wurden nicht angeboten.

### meebo auf dem Smartphone
Seit dem 6. November 2008 existierte eine meebo-Anwendung für das Android Betriebssystem welches u. a. auf vielen HTC, Acer, Huawei, LG, Samsung und Motorola Smartphones sowie auch auf dem Google Phone Nexus One Anwendung fand. Die meebo-Anwendung steht im Google Play Store kostenlos zum Download bereit.
Am 15. Februar 2010 erschien eine meebo-Anwendung für das Apple iPhone. Sie konnte die ab OS 3.0 verfügbare Funktion „Push Notification“ verwenden, die es erlaubte auf neue Nachrichten aufmerksam zu machen, obwohl die Anwendung nicht aktiv war.